# Bataille de Cirta (106 av. J.-C.)
Guerre de Jugurtha
Batailles
La deuxième bataille de Cirta, qui fait partie de la guerre de Jugurtha, s'est déroulée en 106 av. J.-C. entre une coalition numido-maurétanienne et une armée de la République romaine près de la capitale numide, Cirta. Les Numides étaient dirigés par le roi Jugurtha, les Maurétaniens par le roi Bocchus Ier, tandis que les Romains étaient sous le commandement général de Caius Marius, assisté de son questeur Sylla, commandant de la cavalerie. Les Romains remportèrent la victoire, mettant leurs adversaires en déroute et s'emparant de Cirta.

## Contexte
La guerre contre Jugurtha durait depuis 112 av. J.-C. Plusieurs commandants romains avaient tenté de vaincre le roi sans succès. En 107 av. J.-C., le nouveau commandant des forces romaines en Afrique, Caius Marius, captura la capitale numide, Cirta, puis surprit Jugurtha en s’emparant des forteresses abritant son trésor lors de la bataille de Thala. L’année suivante, Marius marcha vers l’ouest, pillant à nouveau la campagne numide. Cette avancée provoqua la réaction du roi maurétanien Bocchus Ier, beau-père de Jugurtha, qui s’allia alors à ce dernier. À la fin de la campagne, près d’une rivière appelée le Mulucha, Marius captura une autre forteresse où Jugurtha avait entreposé son trésor. Après cette prise, Marius décida de retourner à Cirta pour y établir ses soldats en quartiers d’hiver.

## Prélude
Alors qu'ils marchaient vers l'est, les Romains furent pris en embuscade à l'ouest de Sitifis par les forces combinées de Jugurtha et de Bocchus Ier. Marius parvint de justesse à empêcher la destruction de son armée ; tout ce qu'il pouvait faire était de former des cercles défensifs et de mener personnellement son escadron de cavalerie pour secourir chaque section subissant le plus de pression. Les cavaleries numide et maurétanienne continuaient leurs assauts, et, pendant un moment, la force principale de Marius se retrouva encerclée sur une petite colline, tandis que Sylla et ses hommes défendaient une autre colline à proximité.
Les assaillants, pensant avoir les Romains à leur merci, crurent la bataille terminée pour la journée et se retirèrent dans leur camp. Cette nuit-là, ils célébrèrent prématurément leur victoire. À l'aube, les Romains lancèrent une attaque féroce contre le camp africain, prenant leurs ennemis par surprise. Les Numides et les Maurétaniens furent mis en déroute, et Marius reprit sa marche vers Cirta.
Lorsque les Romains reprirent leur marche vers Cirta, ils formèrent leur armée en carré afin de se protéger contre d'éventuelles nouvelles embuscades. Caius Marius plaça ses officiers à divers endroits du dispositif pour assurer la discipline et permettre une transmission rapide des ordres aux soldats. Sylla reçut le commandement de tout le flanc droit de l'armée.

## Bataille
Alors que les Romains approchaient de Cirta, les éclaireurs de Marius signalèrent que l'armée de Jugurtha avançait sur eux en quatre divisions. Incertain des tactiques de Jugurtha, Marius décida d'arrêter son armée et de laisser l'ennemi venir à lui. Jugurtha donna l'ordre à ses hommes d'attaquer les Romains, et la bataille commença. Le flanc de Sylla fut le premier à subir l'assaut, mais ses hommes tinrent bon. À ce moment-là, le roi maurétanien Bocchus Ier et son fils Volux apparurent et attaquèrent l'arrière-garde romaine. Rapidement, les Romains furent assaillis de toutes parts. Ils étaient largement en infériorité numérique : selon les sources antiques, les Nord-Africains avaient rassemblé 90 000 soldats, leur donnant ainsi un avantage de près de trois contre un.
Jugurtha tenta de démoraliser les Romains en criant qu'il venait de tuer Caius Marius et en brandissant son épée dégoulinante de sang. Pendant un court instant, la ruse fonctionna et les Romains furent plongés dans la confusion. Mais Sylla, qui avait contre-attaqué et repoussé l’ennemi sur son secteur du champ de bataille, lança alors ses forces contre Bocchus Ier. Les Maurétaniens cédèrent sous l'assaut de Sylla et Bocchus Ier prit la fuite. Pendant ce temps, Marius avait rétabli l'ordre parmi ses troupes et passa à l'offensive. Il mit en déroute un détachement de cavalerie jugurthine avant de se concentrer sur les autres points faibles de sa ligne.
Marius et Sylla concentrèrent leurs efforts sur les secteurs les plus vulnérables, et peu à peu, le cours de la bataille tourna en faveur des Romains. Ceux-ci prirent l'avantage et massacrèrent ou mirent en fuite l'essentiel de l'armée de Jugurtha. Le roi numide et ses derniers soldats furent encerclés et tous périrent, sauf Jugurtha lui-même, qui parvint d’une manière ou d’une autre à s’échapper. Les Romains avaient remporté la bataille et anéanti leur ennemi.

## Conséquences
Les Romains reprirent leur marche sur Cirta, et Marius installa ses hommes dans leurs quartiers d'hiver.
Jugurtha poursuivit sa guerre contre Rome en ayant recours à la guerre de guérilla. Malheureusement pour lui, Marius et Sylla réussirent à convaincre le roi Bocchus Ier qu’il était dans son intérêt d’abandonner son gendre. Bocchus Ier conspira avec Sylla, qui s’était rendu en Maurétanie dans le cadre d’une mission spéciale visant à capturer Jugurtha. L’opération était périlleuse dès le départ, le roi Bocchus Ier hésitant entre livrer Jugurtha à Sylla ou Sylla à Jugurtha. Finalement, Bocchus Ier décida que son avenir était aux côtés de Rome et contribua à la capture de Jugurtha.
Bien que Sylla ait orchestré la capture de Jugurtha, Marius, sous les ordres duquel Sylla servait à l’époque, s’en attribua le mérite. La notoriété acquise grâce à cet exploit permit à Sylla de donner un coup de pouce à sa carrière politique.